# Iris Hauth
Iris Hauth (* 13. März 1958 in Bochum) ist eine deutsche Psychiaterin und Psychotherapeutin. Von 1998 bis Dezember 2023 war sie Chefärztin, ärztliche Direktorin und Geschäftsführerin  des Alexianer St. Joseph-Krankenhauses Berlin-Weißensee.
In der Holding der Alexianer GmbH war sie viele Jahre für den Bereich Psychiatrie und Psychosomatik verantwortlich, in den Jahren 2021–2023 Mitglied der erweiterten der Alexianer GmbH in Münster.
Die Schwerpunkte ihrer klinischen Tätigkeit umfassen: Depressionen, Angsterkrankungen, Stress und Stressbewältigung, schizophrene und affektive Psychosen, postpartale psychische Störungen, Posttraumatische Belastungsstörungen (PTBS), innovative Versorgungsformen mit individueller, bedarfsgerechter Versorgung mit regionalem Bezug (Stepped-Care-Modell) und E Mental Health (digitale Anwendungen).
Seit 2024 ist sie Mitglied des Kuratorium der Stiftung der Alexianerbrüder, Träger und Gesellschafter aller Einrichtungen der Alexianer GmbH in Deutschland. Seit 2022 ist sie Vorsitzende von Gesundheitsstadt Berlin e.V., das Netzwerk für alle Akteure des Gesundheitswesen in Berlin und Brandenburg.
Achtzehn Jahre war sie Mitglied im Vorstand der Deutschen Gesellschaft für Psychiatrie, Psychotherapie, Psychosomatik und Nervenheilkunde e. V. (DGPPN), 2015 bis 2016 Präsidentin der wissenschaftlichen Fachgesellschaft, seit 2023 Mitglied im Beirat der DGPPN.
In weiteren Gremien, Organisationen und Verbänden engagiert sich Hauth.

## Werdegang
Iris Hauth studierte Humanmedizin an der Ruhr-Universität Bochum und der Universität zu Lübeck. Nach ihrem Studienabschluss im Jahr 1984 begann sie als Assistenzärztin in der Psychosomatik an der Clemens-August-Klinik in Neuenkirchen-Vörden bei Osnabrück. Im Jahr 1986 wechselte sie als Assistenzärztin in die Klinik für Neurologie am Krankenhaus St. Elisabeth, Damme/Dümmer bei Osnabrück. Von 1989 bis 1994 war sie als Assistenzärztin in der Neurologisch-psychiatrischen Abteilung bei Prof. Dr. Josef Vliegen im Evangelischen Krankenhaus Gelsenkirchen tätig, damals, im Rahmen des Bochumer Modells, Abteilung für klinische Psychiatrie an der Ruhr-Universität Bochum.
1992 wurde Hauth zum Doktor der Medizin promoviert. Im gleichen Jahr wurde sie Fachärztin für Neurologie und Psychiatrie und erhielt die Zusatzbezeichnung Psychotherapie. Im Jahr 1996 wurde sie Fachärztin für Psychotherapeutische Medizin (Psychosomatik).
1994 nahm sie ihre leitende Tätigkeit als Abteilungsärztin am St.-Alexius-Krankenhaus in Neuss auf, die sie bis 1996 ausübte. Anschließend war sie gut ein Jahr Chefärztin im Landeskrankenhaus Teupitz/Brandenburg.
Seit 1998 war Hauth Chefärztin der Klinik für Psychiatrie, Psychotherapie und Psychosomatik des Alexianer St. Joseph-Krankenhauses Berlin-Weißensee, seit 2007 Ärztliche Direktorin und seit 2008 auch Geschäftsführerin der Alexianer St. Joseph Berlin-Weißensee GmbH.
In der Holding aller Alexianer Einrichtungen in Deutschland – Alexianer GmbH Münster – war sie viele Jahre für das Geschäftsfeld Psychiatrie und Psychosomatik verantwortlich. In den Jahren 2021–2023 war sie Mitglied der Erweiterten Geschäftsführung der Alexianer GmbH.
Nach ihrer Verabschiedung aus dem operativen Geschäft, wurde sie vom Provinzial der Alexianer Brüder Bruder Dominikus Seeberg in das Kuratorium der Stiftung der Alexianer Brüder berufen. Die Stiftung hat die Aufgabe, die Tradition und die Werte der Alexianer Brüder zu fördern und ist gleichzeitig Träger und Gesellschafter aller Einrichtungen der Alexianer GmbH, die zu den größten katholischen Gesundheitsunternehmen zählt und in verschiedenen Regionen Deutschlands Krankenhäuser, medizinische Versorgungszentren sowie zahlreiche Einrichtung der Senioren-, Eingliederungs- und Jugendhilfe betreibt.

## Gremienarbeit

### Bundesebene
Seit 2004 ist Iris Hauth Mitglied im Vorstand der Deutschen Gesellschaft für Psychiatrie und Psychotherapie, Psychosomatik und Nervenheilkunde (DGPPN). Von 2015 bis 2016 war sie Präsidentin der wissenschaftlichen Fachgesellschaft. Seit 2023 ist sie Mitglied im Beirat der DGPPN.
Von 2000 bis 2023 war sie Mitglied der Bundesdirektorenkonferenz – Verband leitender Ärztinnen und Ärzte der Kliniken für Psychiatrie und Psychotherapie (BDK). Von 2006 bis 2012 war sie Vorsitzende der BDK.
Für den Deutschen Caritasverband (DCV) war Hauth von 2000 bis 2024 Mitglied der Kommission Psychiatrie der Deutschen Krankenhaus Gesellschaft (DKG).
Seit 2019 ist Hauth Mitglied des Aufsichtsrats der Ecclesia GmbH in Detmold.

### Landesebene
Von 2000 bis 2021 war Hauth Mitglied des Landespsychiatriebeirats des Senats von Berlin. Im Jahr 2007 gehörte sie zu den Mitinitiatoren der Berliner Woche der Seelischen Gesundheit, die seitdem jährlich veranstaltet wird. Hauth zählt zu den Gründungsmitgliedern des Gemeindepsychiatrischen Verbundes Pankow (GpV) im Jahr 2015.
Seit 2012 ist sie Mitglied im Vorstand der Gesundheitsstadt Berlin, von 2018 bis 2022 war sie Stellvertretende Vorsitzende des Vereins, seit 2022 ist sie Vorstandsvorsitzende. Gesundheitsstadt Berlin engagiert sich für die Vernetzung von Medizin, Gesundheitsforschung und Gesundheitspolitik in der Hauptstadtregion Berlin und Brandenburg.
Seit 2022 ist sie wissenschaftliche Leiterin des Forums Medizin und Innovation des Hauptstadtkongresses.
Seit 2025 ist Hauth unabhängige Ansprechperson für Betroffene von Missbrauch geistlicher Autorität für das Erzbistum Berlin und die Bistümer Erfurt, Görlitz und Magdeburg.

## Weitere Mitgliedschaften
- Aktion Psychisch Kranke (APK) e. V.
- Deutsche Gesellschaft für Gerontopsychiatrie und -psychotherapie e. V. (DGGPP)

## Auszeichnungen
- Vordenker Award 2019: Auszeichnung der Initiative Gesundheitswirtschaft e. V., der B. Braun Stiftung und des Bibliomed-Verlags[10]

## Ausgewählte Publikationen
- I. Hauth: Keine Angst! Was wir gegen Depressionen und Ängste tun können. Eine Klinikleiterin erzählt. Piper-Verlag, München 2018.
- I. Hauth, P. Brückner-Bozetti, A. Deister, M. Kölsch, M. Löhr, U. Cuntz: Personalausstattung in stationären psychiatrischen Einrichtungen. Konzeptionelle Grundlagen des Plattform-Modells. In: Peter Brückner-Bozetti, Arno Deister Iris Hauth, Michael Kölch, Ulrich Cuntz (Hrsg.): Personalbemessung in der Psychiatrie und Psychosomatik. Medizinisch Wissenschaftliche Verlagsgesellschaft, Berlin 2021, ISBN 978-3-95466-625-6, S. 23–35.
- J. Klein, C. Knaevelsrud, M. Bohus, D. Ebert, G. Gerlinger, K. Günther, C. Jacobi, M. Löbner, S. Riedel-Heller, J. Sander, U. Sprick, I. Hauth: Die Nadel im Heuhaufen finden: Qualitätskriterien für den Einsatz von internetbasierten Selbstmanagement-Interventionen in Prävention und Behandlung psychischer Störungen. In: Fortschritte der Neurologie Psychiatrie. Band 87, Nr. 3, 2019, S. 187–191.
- D. Dietrich, C. Goesmann, J. Gensichen, I. Hauth, I. Veit (Hrsg.): Praxisleitfaden Psychische Erkrankungen. Hogrefe Verlag, Bern 2019.
- I. Hauth: Die Kliniken für Psychiatrie und Psychotherapie und ihre Rolle in der Steuerung der Versorgung psychisch kranker Menschen. In: A. Bramesfeld, M. Koller, H.-J. Salize (Hrsg.): Public Mental Health. Hogrefe Verlag, Bern 2019, S. 227–232.[11]
- I. Hauth, P. Brückner-Bozetti, G. Heuft, M. Kölch, M. Löhr, A. Richert, A. Deister: Personalausstattung in stationären psychiatrischen Einrichtungen: Ein patientenorientiertes und leitliniengerechtes Konzept zur Personalbemessung [Staffing of inpatient psychiatric facilities: A patient-oriented and guideline-oriented staffing concept]. In: Der Nervenarzt. 90(3), Mar 2019, S. 285–292. doi:10.1007/s00115-018-0669-z. PMID 30643955.
- J. Klein, C. Knaevelsrud, M. Bohus, D. Ebert, G. Gerlinger, K. Günther, C. Jacobi, M. Löbner, S. Riedel-Heller, J. Sander, U. Sprick, I. Hauth: Internetbasierte Selbstmanagementinterventionen: Qualitätskriterien für ihren Einsatz in Prävention und Behandlung psychischer Störungen. In: Der Nervenarzt. Band 89, Heft 11, S. 1277–1286 2018.
- H. Freund, S. Böhringer, M. Utsch, I. Hauth: Religiosität und Spiritualität in der Facharztweiterbildung. In: Der Nervenarzt. Band 89, Heft 5, S. 539–545 2017.
- I. Hauth: Stationsäquivalente psychiatrische Behandlung nach §115d SGB V – ein erster Schritt zu Behandlungsformen im häuslichen Umfeld [Inpatient-Equivalent Treatment According to §115d SGB V - A First Step Towards Various Treatments in Home Environment]. In: Psychiatr Prax. Band 44, Nr. 6, Sep 2017, S. 309–312. doi:10.1055/s-0043-114172. Epub 2017 Jun 26. PMID 28651264.
- J. M. Fegert, I. Hauth, T. Banaschewski, H. J. Freyberger: Übergang zwischen Jugend- und Erwachsenenalter: Herausforderungen für die Transitionspsychiatrie. In: Z Kinder Jugendpsychiatr Psychother. 45(1), Jan 2017, S. 80–85.  doi:10.1024/1422-4917/a000502. PMID 281249492.
- S. Heller, U. Sprick, J. Dirmaier, M. Härter, U. Hegerl, F. Hohagen, I. Hauth: Internetbasierte Interventionen in der Behandlung psychischer Störungen -Überblick, Qualitätskriterien, Perspektiven. In: Der Nervenarzt. Band 87, Heft 11, 2016, S. 1185–1193.
- I. Hauth: Psyche – Mensch – Gesellschaft: DGPPN-Kongress 2016 [Mind - Person - Society: German Association for Psychiatry, Psychotherapy and Psychosomatics congress 2016]. In: Der Nervenarzt. Band 87, Nr. 11, Nov 2016, S. 1129–1130. doi:10.1007/s00115-016-0227-5. PMID 27752720.